# Marijampolė apskritis
Marijampolė apskritis (litauisk: Marijampolės apskritis) var et af 10 apskritys i Litauen. Marijampolė apskritis havde et indbyggertal på 178.375(2010), og et areal på 4.463 km². Marijampolė apskritis havde hovedsæde i byen Marijampolė, der også var den største by.
Apskritys som administrative enheder blev nedlagt ved en reform 1. juli 2010, siden da har Marijampolė apskritis været en territorial og statistisk enhed.